# Кресто-Никольская церковь (Суздаль)
Кресто-Никольская церковь (Церковь Николая Чудотворца) — православный храм в городе Суздале Владимирской области, расположенный у северной части торговых рядов. Относится к Владимирской епархии Русской православной церкви, является подворьем Казанского женского монастыря города Радужный. Построен в 1770 году. Архитектурная особенность этой церкви заключается в том, что с противоположных сторон она выглядит по-разному.

## История
Храм построен в 1770 году на месте часовни XVII века в знак избавления от «морового поветрия» (эпидемии чумы), свирепствовавшего в 1654 году. Пока здание Никольского храма ещё не было построено, выбранное место освятили возведением часовни в честь Святого Креста. Отсюда и такое редкое название — Кресто-Никольская церковь.
В XIX веке западная часть Кресто-Никольской церкви в Суздале была перестроена, к ней пристроены широкая трапезная и колокольня со шпилем.
В декабре 2009 года был передан Владимирской епархии Русской православной церкви.